# Gianfranco Orsini
Gianfranco Orsini (Lussemburgo, 18 luglio 1924 – Mel, 28 dicembre 2008) è stato un politico italiano.

## Biografia
Nato in Lussemburgo, si trasferisce in giovane età nel bellunese.
Esponente della Democrazia Cristiana, è stato presidente della Provincia di Belluno dal 1965 al 1967 e poi ancora dal 1970 al 1972. In seguito viene eletto alla Camera dei Deputati per cinque legislature consecutive, restando in carica dal 1972 al 1992. È stato poi nuovamente consigliere provinciale a Belluno fino al 1990 e più volte consigliere comunale (e assessore) a Mel, terminando il suo mandato nel 1995.
Muore a 84 anni, nel dicembre 2008.